# 紀元前448年
紀元前448年（きげんぜん448ねん）は、ローマ暦の年である。
当時は、「コリティネサヌスとカエリオモンタヌスが共和政ローマ執政官に就任した年」として知られていた（もしくは、それほど使われてはいないが、ローマ建国紀元306年）。紀年法として西暦（キリスト紀元）がヨーロッパで広く普及した中世時代初期以降、この年は紀元前448年と表記されるのが一般的となった。

## 他の紀年法
- 干支 : 癸巳
- 日本
  - 皇紀213年
  - 孝昭天皇28年
- 中国
  - 周 - 貞定王21年
  - 秦 - 厲共公29年
  - 晋 - 哀公4年
  - 楚 - 恵王41年
  - 斉 - 宣公8年
  - 燕 - 成公7年
  - 趙 - 襄子28年
- 朝鮮
  - 檀紀1886年
- ベトナム :
- 仏滅紀元 : 97年
- ユダヤ暦 : 3313年 - 3314年

## できごと

### ギリシア
- ペリクレスは、神託の聖域をデルフォイからフォキスに取り戻すため、デルフォイに対するアテナイ軍を率いた（第二次神聖戦争）。
- アテナイからピレウスまでを結ぶ長い城壁の中央部分の建設が始まった。

### 共和政ローマ
- 護民官に紀元前454年の執政官タルペイウスとアテルニウスが選出された。
- 護民官ルキウス・トレボニウスが、護民官選挙は定員に達するまで行うこととするトレボニウス法を提出した。

### 中国
- 越王不寿が殺され、子の朱句（州句）が立った。